# Ејмсти (Калифорнија)
Ејмсти (енгл. Amesti) насељено је место без административног статуса у америчкој савезној држави Калифорнија.

## Демографија
По попису из 2010. године број становника је 3.478, што је 1.042 (42,8%) становника више него 2000. године.
| Група             | 2000.         | 2010.         |
| Белци             | 1.271 (52,2%) | 1.063 (30,6%) |
| Афроамериканци    | 7 (0,3%)      | 12 (0,3%)     |
| Азијати           | 55 (2,3%)     | 89 (2,6%)     |
| Хиспаноамериканци | 1.040 (42,7%) | 2.273 (65,4%) |
| Укупно            | 2.436         | 3.478         |